# فیروزکنده سفلی
فیروزکنده سفلی، روستایی است از توابع بخش رودپی شهرستان ساری در استان مازندران ایران.

## جمعیت
این روستا در دهستان رودپی شرقی قرار داشته و براساس آخرین سرشماری مرکز آمار ایران که در سال ۱۳۸۵ صورت گرفته، جمعیت آن ۱٬۱۵۰نفر (۲۹۷خانوار) بوده‌است.